# Rabaul (vulkaan)
De Rabaul is een grote vulkaan van het type pyroclastisch schild in East New Britain, Papoea-Nieuw-Guinea. De naam is afkomstig van het dorpje Rabaul, dat in de caldera ligt. Aan de oostzijde vormt de caldera een baai, die als haven gebruikt wordt. De caldera bestaat uit dikke afzettingen van een pyroclastische stroom en basaltische tot dacitische kegels, restanten van erupties die dateren van na het ontstaan van de caldera.
Buiten de caldera bevinden zich nog twee actieve vulkanen, de Vulcan en de Tavurvur.